# Kragenabstich

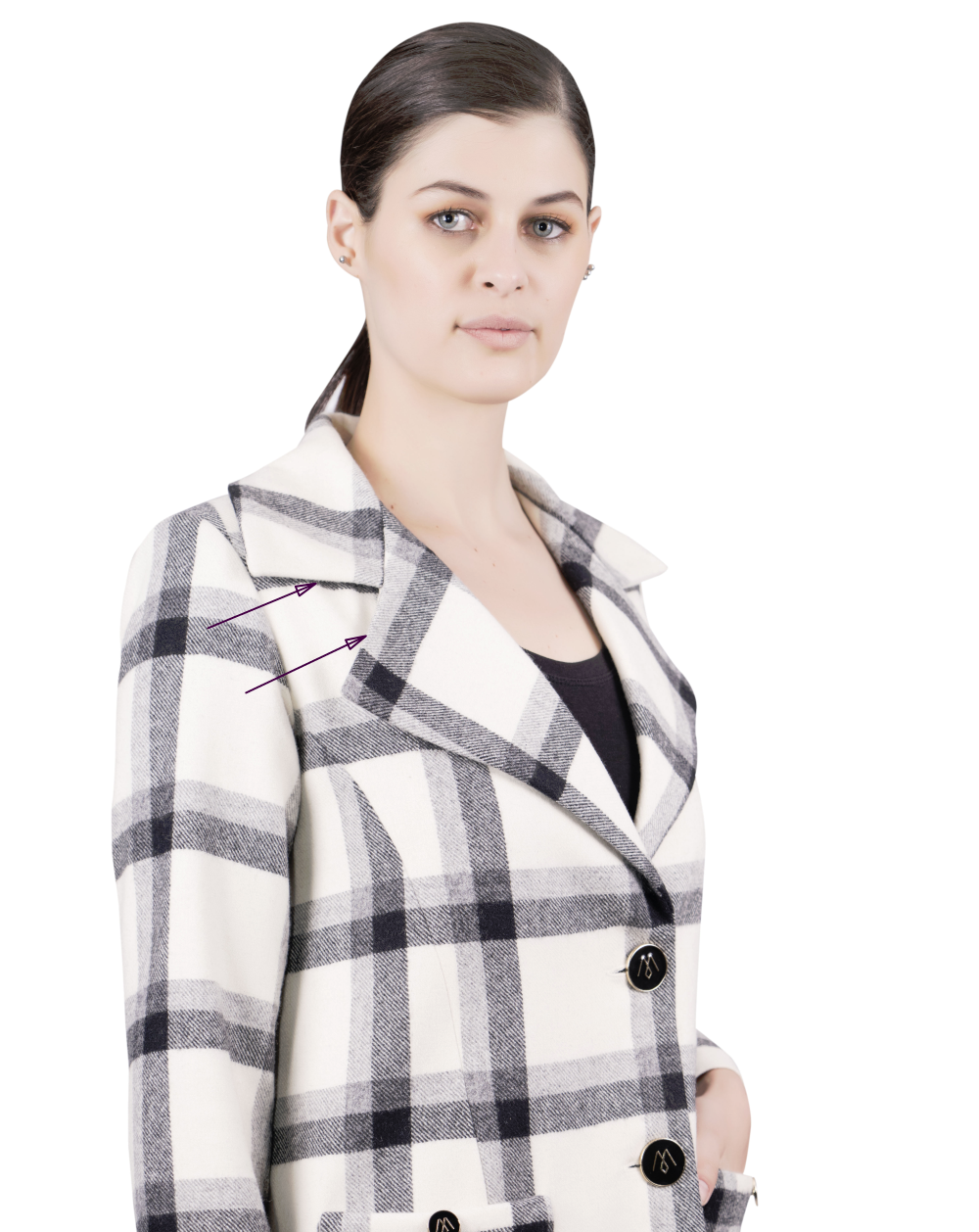
Kragen- und Reversabstich, die verdeckten Verbindungsnähte an den offenen Ecken von Ober- und Unterkragen sowie von Revers und Rumpfteil

Der Kragenabstich ist ein Begriff aus der Schneiderei. Er bezeichnet bei einem Kleidungsstück mit Kragen und Revers die Fortsetzung der Spiegelnaht. Zusammen mit der Oberkante des Revers bildet er den Crochetwinkel.